# Grammostola rosea
Espèce
Synonymes
- Mygale rosea Walckenaer, 1837
- Mygale rubiginosa Nicolet, 1849
- Eurypelma spatulatum F. O. Pickard-Cambridge, 1897
- Citharoscelus kochii F. O. Pickard-Cambridge, 1899
- Grammostola argentinense Strand, 1907
- Grammostola cala Chamberlin, 1917
- Lasiodora porteri Mello-Leitão, 1936

Grammostola rosea, la Mygale rose du Chili, est une espèce d'araignées mygalomorphes de la famille des Theraphosidae. Elle est aussi appelée mygale Rosy ou « araña pollito » au Chili.

## Distribution
Cette espèce se rencontre au Chili, en Argentine et en Bolivie.

## Habitat
Elle vit au sol, même si elle grimpe à l'occasion, dans des milieux relativement humides, d'une hygrométrie de 50 à 70 %, où la température varie entre 20 et 30 °C.

## Description

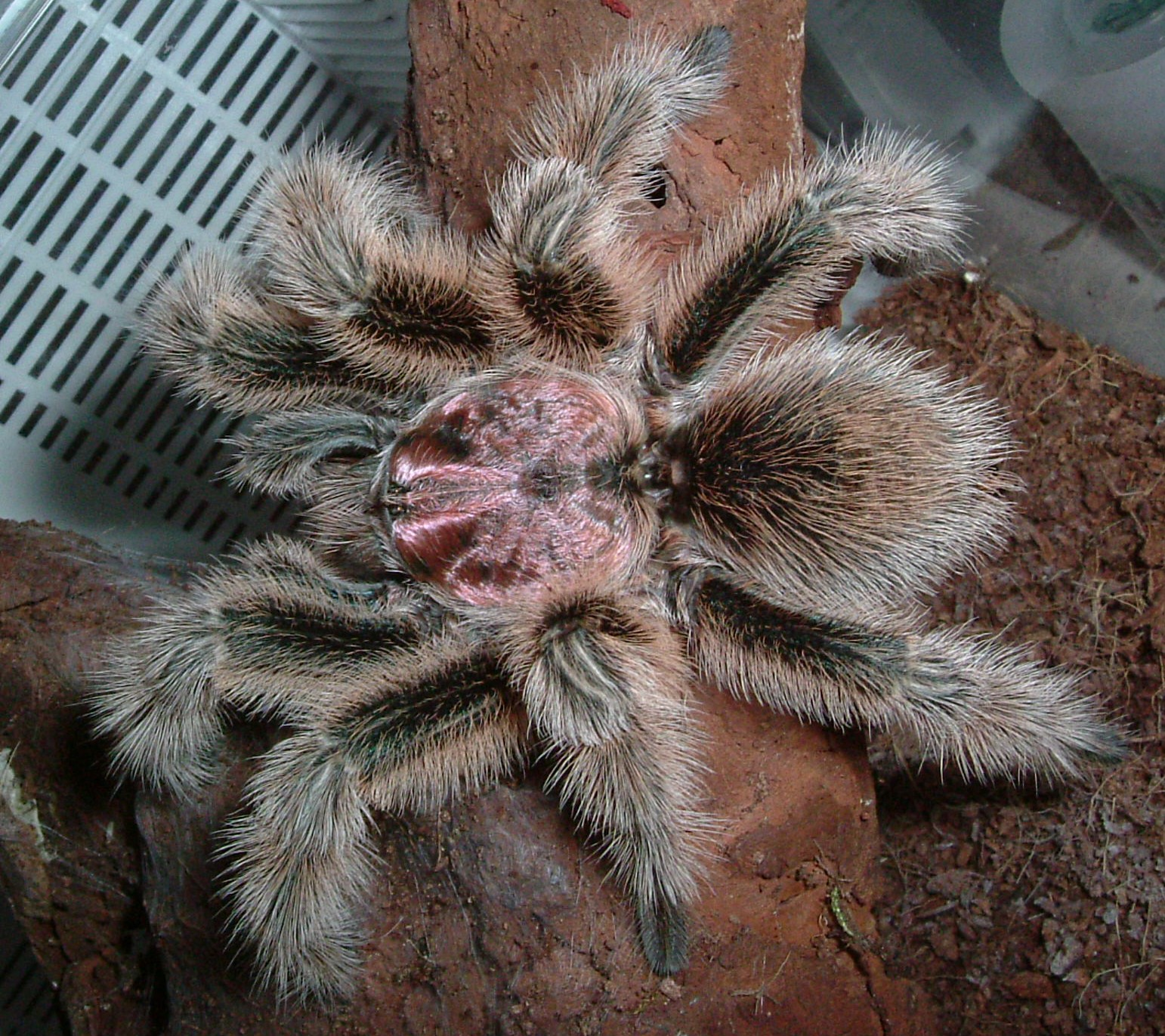
Mâle.

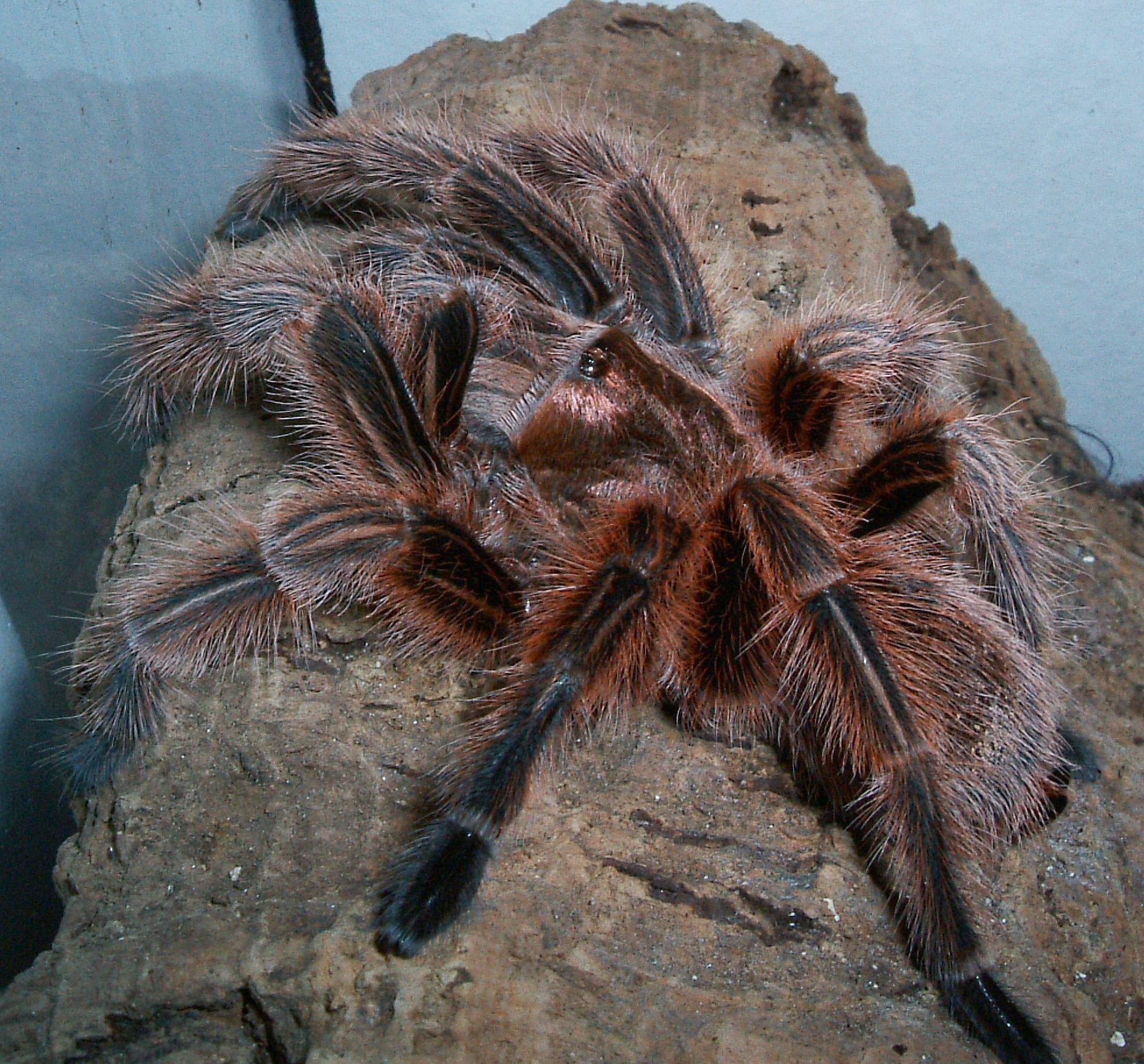
Femelle.

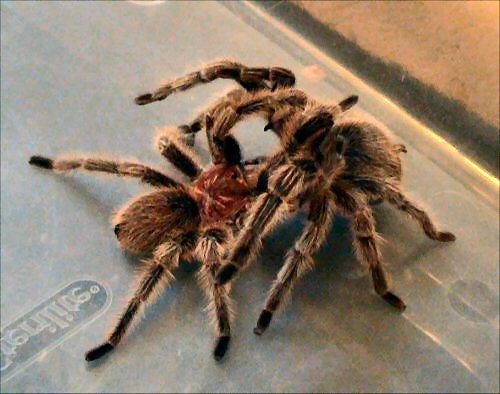
Accouplement (le mâle est à gauche).

Le mâle décrit par  en mesure 43,1 mm et la femelle 40,0 mm.
C'est une araignée d'aspect trapu, velue, atteignant les 15 cm avec les pattes ou 8 cm sans. Cette taille maximale correspond aux femelles qui peuvent vivre plus d'une quinzaine d'années (voire une trentaine). Les mâles quant à eux ne vivent guère au-delà de leur maturité sexuelle, soit entre 3 et 5 ans.
Ses couleurs vont du brun au rose, selon les spécimens. Il est à noter que la couleur d'une mygale rose du Chili peut changer avec l'âge, lors de ses mues.

## Alimentation
Cet animal est insectivore et capture une grande variété d'insectes pour se nourrir.

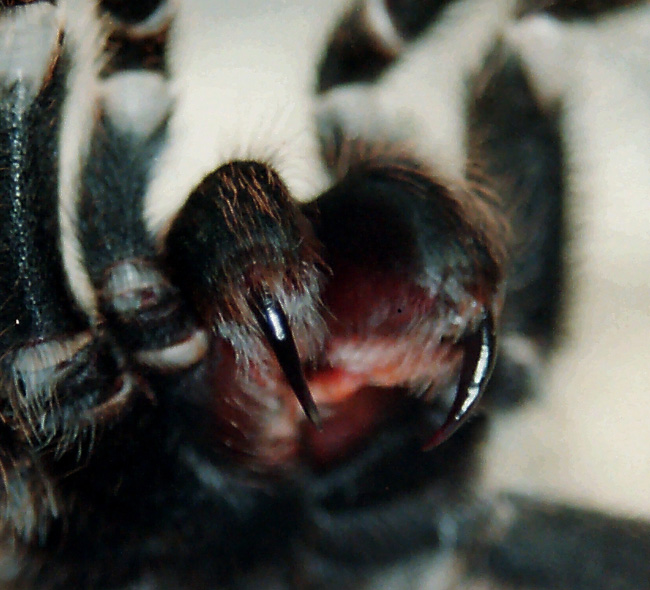
Chélicères de la mygale rose du Chili.

## Mue
La mue d'une mygale est une importante étape de sa croissance. Plus est elle jeune, plus sa croissance est rapide et donc plus elle entrera en période de mue fréquemment. C'est d'abord une période où la mygale cesse de se nourrir. Elle limite ses déplacements. La mygale rose du Chili se place généralement sur le dos pour muer. Elle peut rester immobile pendant plusieurs heures précédant la mue. La mue peut également être assez longue.

## Systématique et taxinomie
Cette espèce a été décrite sous le protonyme Mygale rosea par Walckenaer en 1837. Elle est placée dans le genre Lasiodora par C. L. Koch en 1850, dans le genre Eurypelma par Ausserer en 1871 puis dans le genre Grammostola par Schmidt en 1996.
Grammostola argentinense a été placée en synonymie par Bücherl en 1951.
Eurypelma spatulatum a été placée en synonymie par Schmidt en 1996.
Grammostola cala a été placée en synonymie par Schmidt en 1998.
Lasiodora porteri a été placée en synonymie par Aguilera, Montenegro Vargas et Casanueva en 2022.

## La Mygale rose du Chili et l'Homme
Elle ne représente pas un danger pour l'homme. Il peut arriver qu'une mygale rose du Chili morde si elle craint pour sa sécurité mais sa morsure n'est pas dangereuse, sinon pour les personnes qui présentent un risque allergique et peuvent déclencher un choc anaphylactique. Cependant, la douleur qu'elle inflige est fréquemment comparée à celle d'une piqûre de guêpe. 
Il peut également arriver qu'une mygale rose du Chili bombarde de poils urticants, qu'elle enlèvera de son abdomen grâce à ses pattes, si elle est incommodée.

## En captivité
Cette espèce se rencontre le plus fréquemment en terrariophilie et nécessite, du moins en France, un certificat de capacité pour être maintenue.

## Publication originale
- Walckenaer, 1837 : Histoire naturelle des insectes. Aptères. Paris, vol. 1, p. 1-682 (texte intégral).